# スフィンクス天文台
スフィンクス天文台 (英: Sphinx Observatory) は、スイスのユングフラウヨッホにある天文台。「スフィンクス」という名前は、山頂にある岩の名前に由来する。気象観測、温暖化ガスなど地球の大気に含まれる約70種類の気体の計測、近くにあるアレッチ氷河の調査などを行なう研究所があり、ユングフラウヨッホ高地研究所と総称されている
平均海抜3,572 メートル (m) という、ヨーロッパで最も標高の高いところに位置する天文台の一つ。研究者に限らず一般の人も利用でき、スイスで2番目に高い展望台でもある。ベルナー・オーバーラントからユングフラウ鉄道を利用してヨーロッパで最も高い場所にある鉄道駅のユングフラウヨッホ駅で下車、駅からはトンネルを通り、天文台に向かうエレベーターでアクセスできる。建物はベルン州とヴァレー州の境界からわずか数mだけヴァレー州側に入ったところに位置している。天文台の隣にあるオープンビューデッキは一般にも開放されており、ユングフラウ、メンヒ、アイガーのオーバーラント三山全てを数キロメートル範囲で見渡すことができる。
1894年、手つかずのアルプスにユングフラウ鉄道を建設する権利を得るための条件として、スイス連邦議会はこの研究施設への支援を決定した。研究ステーションは1931年、天文台施設は1937年にそれぞれ開設された。

## 研究施設
スフィンクス天文台には、天文ドーム、大小2つずつ実験室、ワークショップ、科学実験用の2つのテラス、気象観測所がある。天文ドームには、カセグレン焦点とクーデ焦点を持つ76 センチメートルの望遠鏡が設置されているが、現在は使用されていない。天文台近くの研究ステーションには、研究者とスタッフ用の宿泊施設も設置されている。2014年には、ユングフラウの東の尾根にあるスイスコムの中継所跡地に追加の研究施設が設置された。
ベルギーのリエージュ大学の天体物理学・地球物理学研究所の太陽分光計が置かれている他、スイス連邦工科大学ローザンヌ校のLIDAR実験でも重要な役割を果たすなど、長期の観測・実験でその価値を示している天文台である。

## ギャラリー

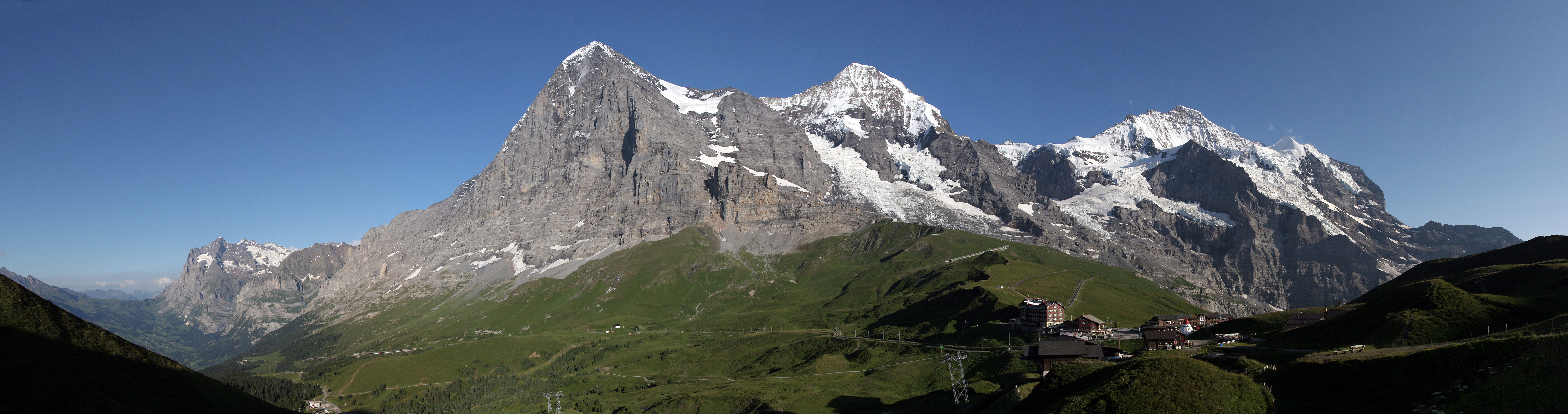
アイガー（左）、メンヒ（中央）、ユングフラウ（右）。天文台はメンヒとユングフラウの間の鞍部に位置している。
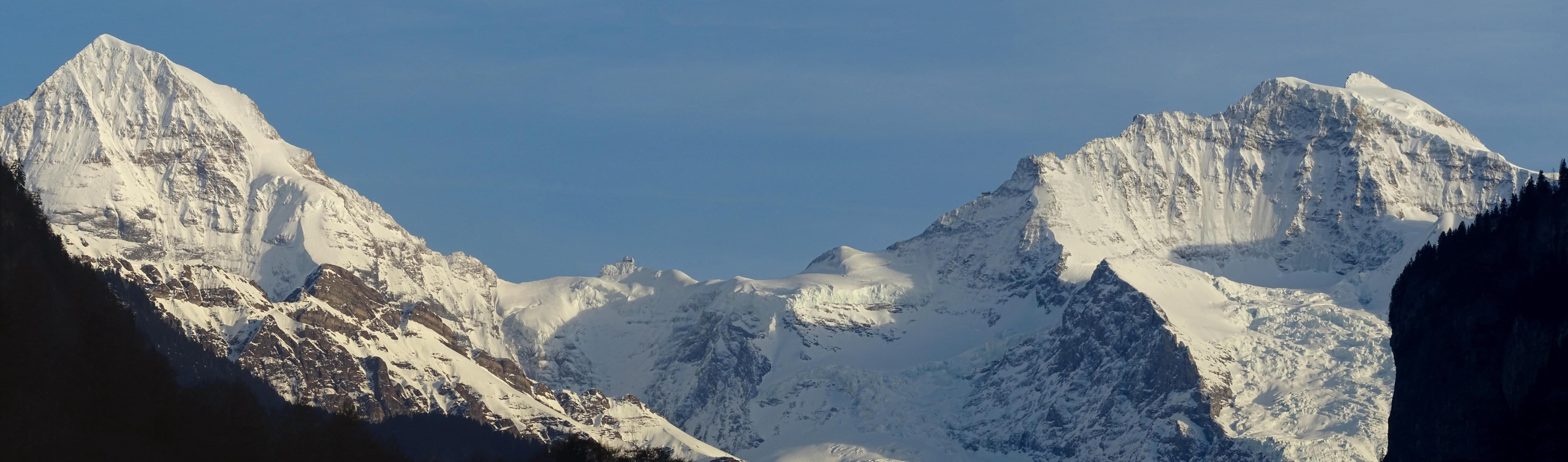
メンヒ（左）とユングフラウ（右）。2つの山頂の間の鞍部にスフィンクス天文台が見える。